# Bệnh gút trên gia cầm
Bệnh gút trên gia cầm (chim) hay còn gọi là bệnh gút trên gà hay hội chứng gút trên gà (Visceral gout) là một loại bệnh gút xảy ra trên các loài chim, gia cầm mà đặc biệt là gà khi xuất hiện những thể dạng rối loạn chuyển hóa nghiêm trọng liên quan đến các tổn thương trên thận do các acid uric có trong máu tăng cao gây lắng đọng các tinh thể urat. Các hạt cặn urat đều là các hạt màu trắng nhỏ li ti như đầu mũi kim. Những con gà bị bệnh gout có nồng độ acid uric trong máu có thể lên tới 44 mg/100ml máu so với 5–7 mg/100ml máu như những con gà bình thường khác. Đây là một dạng viêm khớp thể hiện qua các cơn đau, sưng khớp làm gà khó di chuyển, cử động.

## Các dạng
Tùy thuộc vào vị trí lắng đọng, tích tụ của các tinh thể urat mà bệnh gout trên gà được chia thành hai loại:
- Gút khớp: Các tinh thể urat tích tụ ở khớp, dây chằng và màng gân làm cho các khớp sưng tấy gây đau đớn, khó chịu, cử động vất vả. Đây là dạng mãn tính của gout và có thể do một số yếu tố di truyền gây nên.
- Gút nội tạng: Các tinh thể urat tích tụ trong cơ quan nội tạng như thận, gan, tim và ruột, lòng mề. Đây là dạng cấp tính của bệnh và thường gặp trên gia cầm non. Gout nội tạng gây ra tỷ lệ tử vong khá cao từ 15-35%.

## Triệu chứng
Các triệu chứng bệnh thường chung chung và không điển hình như gà ủ rũ, giảm ăn, lông xù, gầy xơ xác, di chuyển không bình thường, nếu muốn chẩn đoán bệnh chính xác thì bắt buộc phải mổ khám xem bệnh tích. Các bệnh tích điển hình của bệnh gout trên gà chính là sự tích tụ urat trong các cơ quan nội tạng hay trong các khớp. Trường hợp bệnh nặng khi thấy các tiểu thùy thận sưng to bất thường. Có rất nhiều nguyên nhân có thể dẫn tới hội chứng gout trên gà, trong đó có bốn loại chính như do dinh dưỡng, các nguyên nhân có tính chất truyền nhiễm, do quản lý chăn thả và nguyên nhân khác, hoặc chọn giống ban đầu chưa đạt chất lượng. Đa phần các nguyên nhân làm suy giảm chức năng thận, gây hại và ảnh hưởng không tốt lên thận đều là những nguyên nhân gây ra hội chứng Gout. 

## Điều trị
Giảm tổng lượng thức ăn xuống và cho ăn làm nhiều lần/ngày. Bổ sung thuốc giải độc gan thận cho toàn đàn: pha nước uống trong 3-5 ngày. Sử dụng các loại acid hữu cơ như giấm, KCL, NH4CL, (NH4)2SO4 pha vào nước cho toàn đàn uống trong 3-5 ngày để acid hóa nước tiểu, ngăn chặn không cho tích tụ urat trong thận thêm nữa, đảm bảo cho gà đủ nước uống hoặc uống nhiều hơn càng tốt. Bổ sung thêm các loại thuốc giúp tăng cường công năng cho thận. Trộn vào thức ăn, liệu trình 3-5 ngày. Tỷ lệ Calci-Phospho trong thức ăn phải cân bằng, hợp lý tùy thuộc từng đàn. Cung cấp nước tự do cả ngày, điều chỉnh chiều cao của núm, bát uống nước phù hợp theo từng giai đoạn phát triển của đàn gà.
Về phòng bệnh, khi chọn giống cần chọn những giống ở những trang trại có chất lượng uy tín. Chuồng trại đảm bảo vệ sinh sạch sẽ, đạt tiêu chuẩn. Nhiệt độ trong chuồng phải chuẩn. Thông gió cho chuồng trại mát mẽ. Quản lí tốt thức ăn tránh ẩm mốc. Nước uống phải quản lí tốt vì thiếu nước là một việc rất nghiêm trọng ảnh hưởng đến thận. Quản lí tốt các mầm bệnh bằng cách tiêm thuốc đúng quy định, đúng liều lượng, đúng thời điểm, hóa chất không quá liều sẽ làm ảnh hưởng đến việc đào thải độc tố của thận. Tiêm thuốc đề kháng, chất điện giải, vitamin,nhìn chung phòng bệnh phải chú ý đến chế độ dinh dưỡng và vệ sinh môi trường của gà.